# Рудник Інкай 1
Рудник Інкай 1 – гірничодобувне підприємство на півдні Казахстану, яке здійснює видобуток урану. 
Унікальне родовище Інкай розділене не кілька ділянок, при цьому блок №1 (ділянки 1 (а), 1 (б) та 1 (в)) дістався спільному підприємству «Інкай», засновниками якого з частками у 60% та 40% виступили канадська Cameco та казахський державний концерн «Казатомпром». В 2016-му вони перерозподілили свою участь, так що «Казатомпром» отримав частку у 60%. 
Видобуток на ділянках 1 (а) та 1 (в) почався в 2008 році, а в 2015-му залучили в розробку ділянку 1 (б). Первісно потужність спорудженого в 2006 – 2009 роках рудника становила 2000 тон урану на рік. В 2021-му фактичний видобуток досягнув 3449 тон.
Уран видобувають методом підземного вилуговування. Отриманий з урановмісних розчинів товарний десорбат проходить на руднику переробку у пероксид урану (UO4 ∙xH2O).
Станом на кінець 2021 року ресурси блоку №1 оцінювались у 152 тисячі тон урану, а видобуток планувалось вести щонайменше до 2051 року.